# Hrabstwo Parker

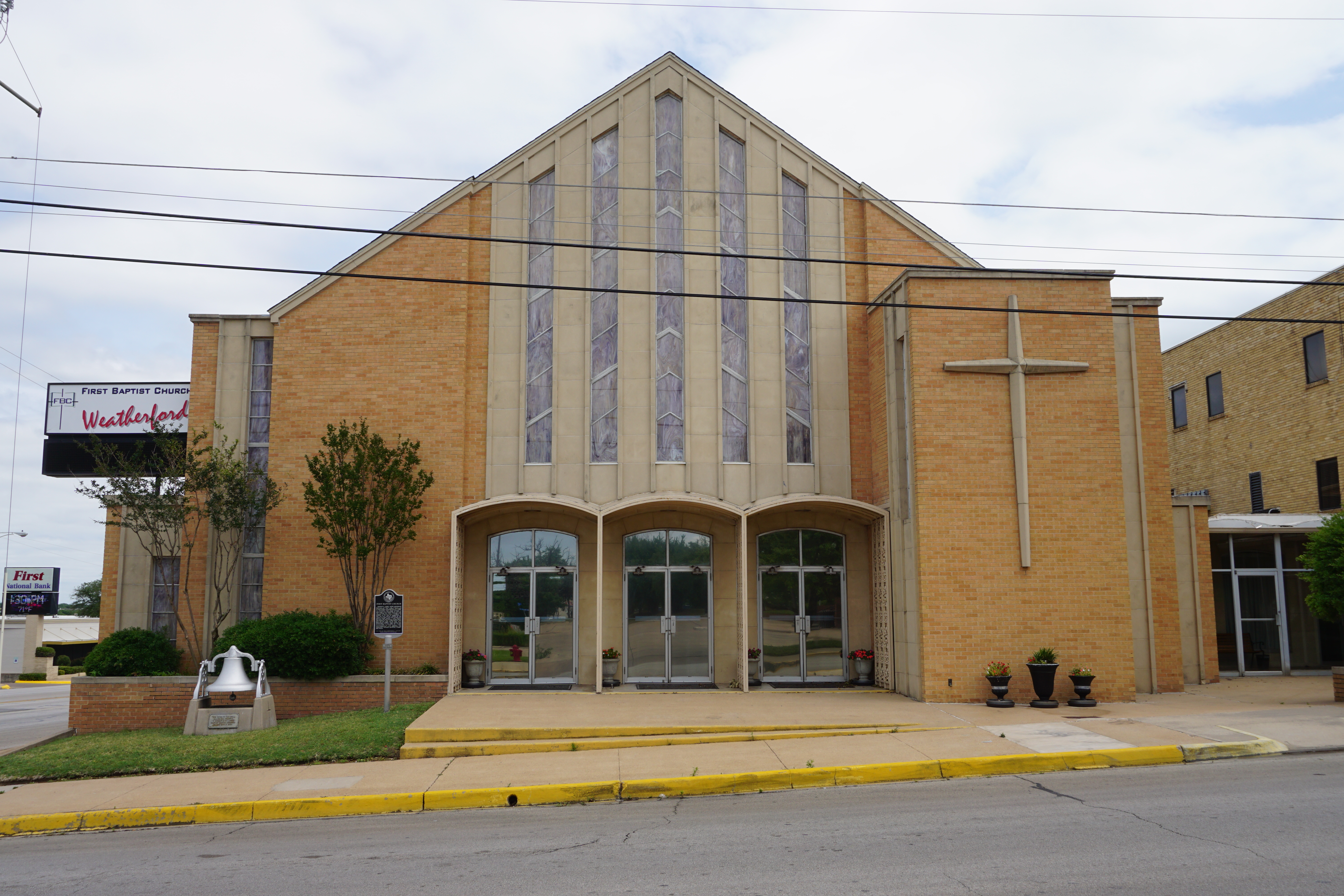
Pierwszy Kościół Baptystów w Weatherford. Większość mieszkańców hrabstwa Parker tradycyjnie wyznaje protestantyzm.

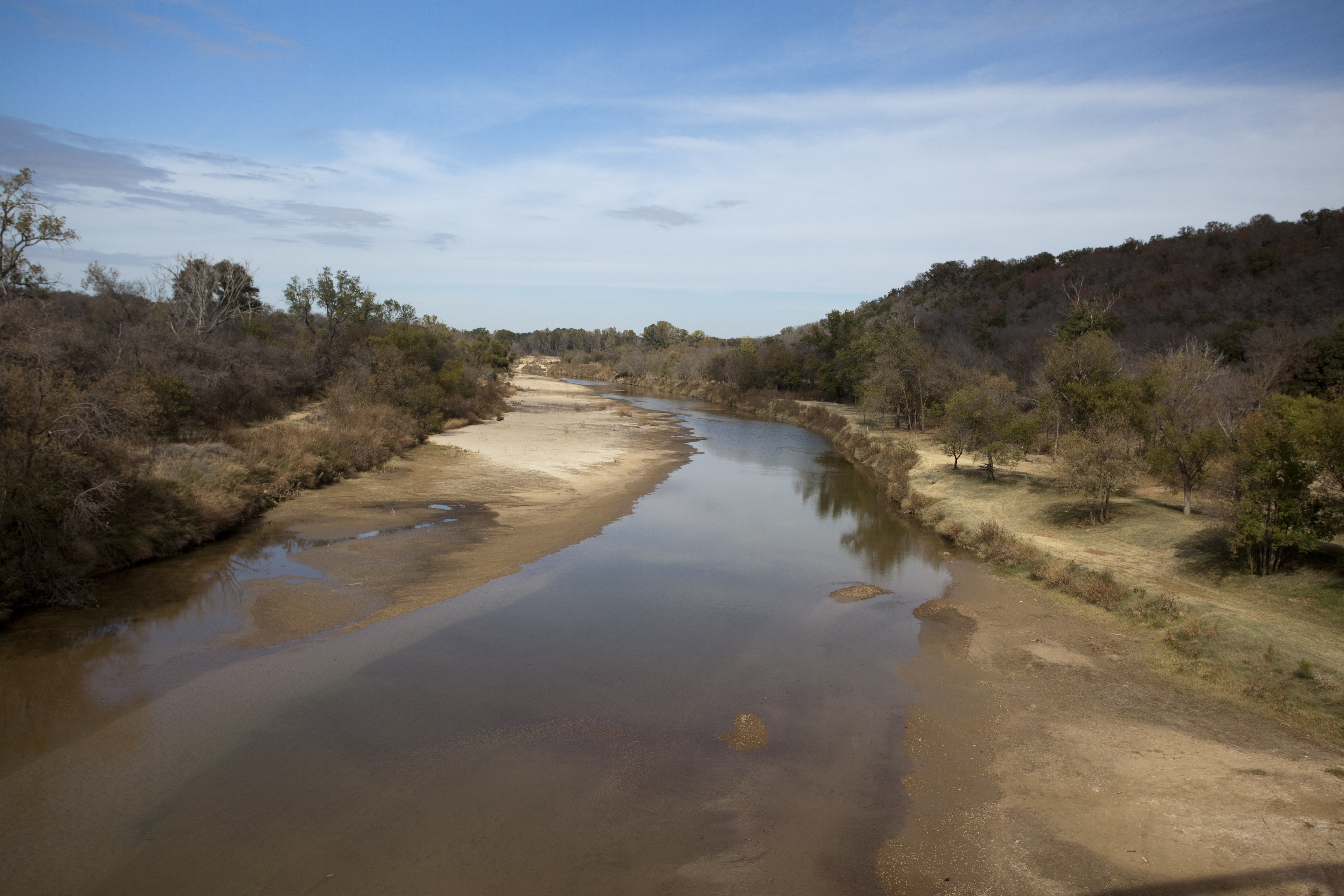
Rzeka Brazos

Hrabstwo Parker – hrabstwo położone w USA, w stanie Teksas. Utworzone w 1855 r. Siedzibą hrabstwa jest miasto Weatherford. Obejmuje zachodnie obrzeża aglomeracji Dallas–Fort Worth. Według danych z 2023 roku liczy 173,5 tys. mieszkańców.
Hrabstwo posiada najwyższy odsetek osób deklarujących pochodzenie angielskie, niemieckie i irlandzkie w aglomeracji Dallas. Łącznie 81% mieszkańców deklaruje pochodzenie białe nielatynoskie (co według danych z 2022 roku jest drugim wynikiem aglomeracji i nieznacznie gorszym od sąsiedniego hrabstwa Hood).

## Sąsiednie hrabstwa
- Hrabstwo Wise (północ)
- Hrabstwo Tarrant (wschód)
- Hrabstwo Johnson (południowy wschód)
- Hrabstwo Hood (południe)
- Hrabstwo Palo Pinto (zachód)
- Hrabstwo Jack (północny zachód)

## Miasta

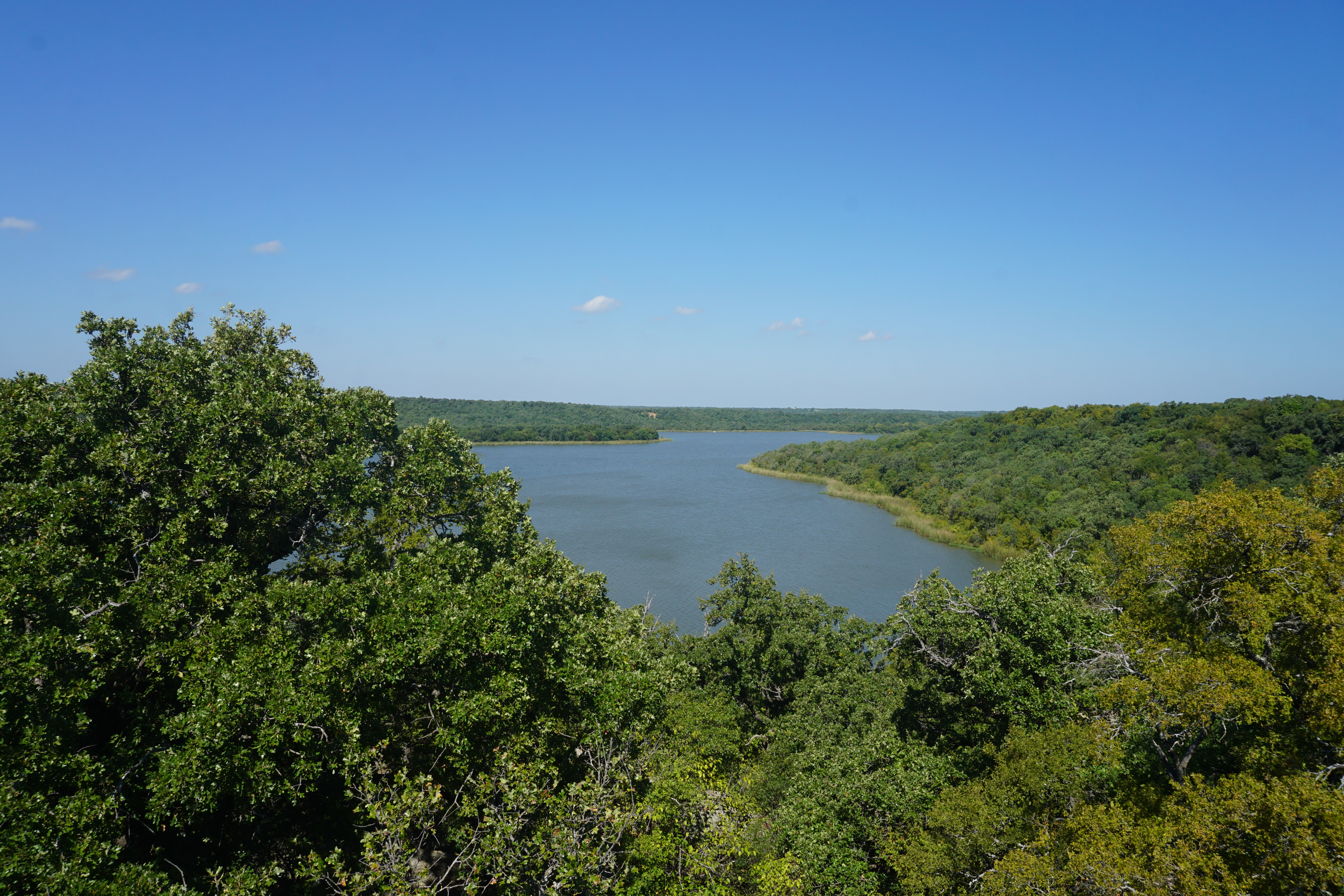
Park stanowy Lake Mineral Wells

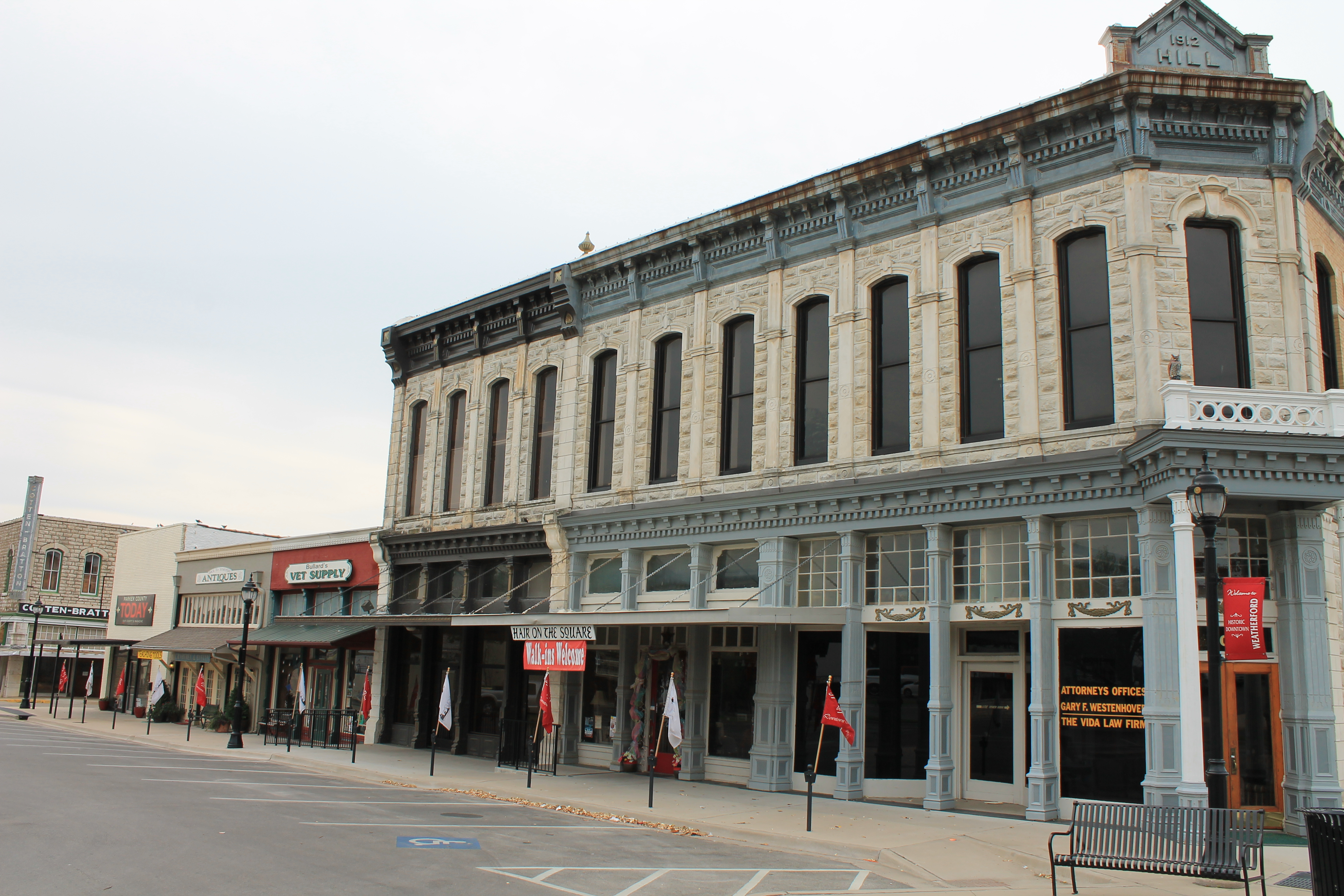
Historyczne śródmieście Weatherford

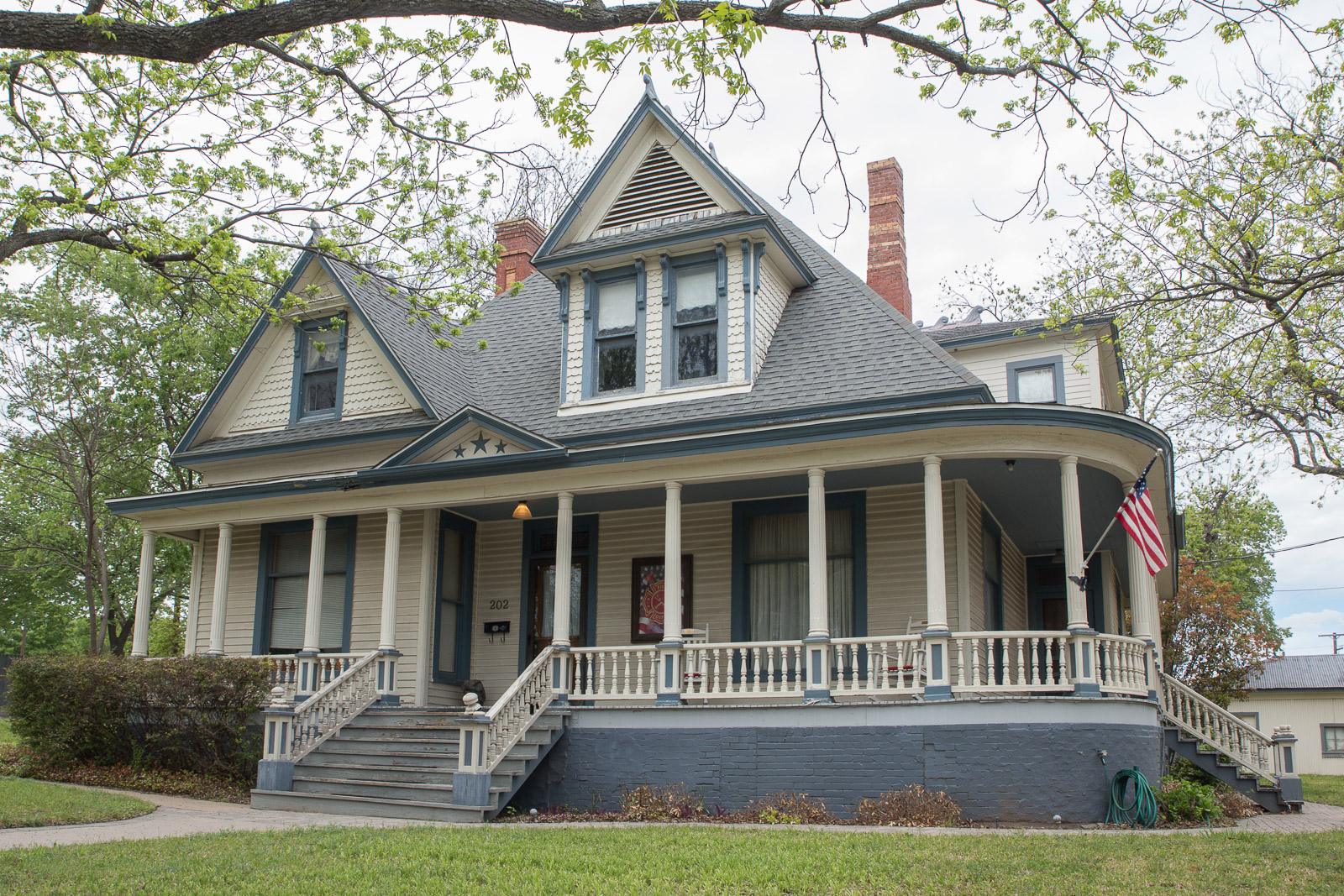
Zabytkowy dom w Weatherford

- Aledo
- Annetta
- Annetta North
- Annetta South
- Azle
- Cool
- Hudson Oaks
- Millsap
- Mineral Wells
- Reno
- Sanctuary
- Springtown
- Weatherford
- Willow Park

## CDP
- Horseshoe Bend
- Western Lake

## Demografia
W latach 2010–2020 populacja hrabstwa wzrosła o 26,8% do 148,2 tys. mieszkańców. Według danych pięcioletnich z 2022 roku, 87,4% mieszkańców stanowili biali (81% nie licząc Latynosów), 13,7% Latynosi, 1,4% czarni lub Afroamerykanie, 7,9% było rasy mieszanej, 0,8% miało pochodzenie azjatyckie, 0,5% stanowiła rdzenna ludność Ameryki i 0,05% pochodziło z wysp Pacyfiku.
Do największych grup należały osoby pochodzenia: angielskiego (16,6%), niemieckiego (13,8%), meksykańskiego (11,6%), irlandzkiego (11%), „amerykańskiego” (10,1%) i szkockiego lub szkocko–irlandzkiego (3,8%).

## Gospodarka
Średni dochód gospodarstwa domowego (dane z 2022) w hrabstwie wynosi 95 721 dolarów, zaś dochód na mieszkańca 43 434 dolarów. 7,8% mieszkańców żyje poniżej relatywnej granicy ubóstwa. 
Najpopularniejszymi sektorami zatrudnienia mieszkańców hrabstwa Parker w 2020 roku były: opieka zdrowotna i pomoc społeczna (7406 osób), handel detaliczny (7401 osób), produkcja (7277 osób), budownictwo (6798 osób) i usługi edukacyjne (5507 osób).
Hrabstwo Parker zajmuje 1. miejsce w Teksasie i 7. miejsce w USA pod względem zysków z hodowli koni – wyprzedzając nawet hrabstwo Denton. Znajduje się tutaj ponad 70 rancz, w których hodowane są konie. Natomiast miasto Weatherford nosi przydomek „światowej stolicy koni wyścigowych”.
Ponadto w hrabstwie zauważyć można:
- zwierzęta egzotyczne (3. miejsce w stanie), kozy, trzodę chlewną (27. miejsce), drób, bydło i owce[6]
- uprawę drzewek świątecznych (20. miejsce)[6]
- sadownictwo (23. miejsce), w tym głównie: orzechy pekan, orzeszki ziemne i brzoskwinie[6][8]
- akwakulturę (29. miejsce)[6]
- wydobycie gazu ziemnego (39. miejsce)[9]
- szkółkarstwo, uprawę warzyw i pszenicy[6]
- przemysł mleczny[6]
- produkcję siana[6].